# Stazione di Douai
La stazione di Douai (in francese Gare de Douai) è la principale stazione ferroviaria di Douai, Francia.